# 02138

02138 est un magazine bimensuel américain indépendant qui traite des anciens de l'université Harvard. Il n'est pas lié à l'université et son titre fait référence au code postal d'Harvard. Lancé en septembre 2006, il est financé par David Bradley,  ancien d'Harvard, et magnat de la presse de Washington qui publie déjà the Atlantic Monthly et National Journal.
En décembre 2007, le journal a déclenché une polémique aux États-Unis en publiant à l'appui d'un article sur le site de réseau social Facebook, plusieurs documents personnels sur son créateur Mark Zuckerberg (étudiant d'Harvard) et gagnant le droit devant la justice de continuer de les publier. Cette publication intervenait à un moment où Facebook avait annoncé qu'elle vendrait ses données à des publicitaires. 

## Source
- (en) Cet article est partiellement ou en totalité issu de l’article de Wikipédia en anglais intitulé « 02138 » (voir la liste des auteurs).
- Article du Washington Post du 26 septembre 2006